# Université Gottfried-Wilhelm-Leibniz de Hanovre
 (mai 2014).
Si vous disposez d'ouvrages ou d'articles de référence ou si vous connaissez des sites web de qualité traitant du thème abordé ici, merci de compléter l'article en donnant les références utiles à sa vérifiabilité et en les liant à la section « Notes et références ».
L'université Gottfried-Wilhelm-Leibniz de Hanovre (en allemand : Gottfried Wilhelm Leibniz Universität Hannover ou LUH) est une université allemande fondée en 1831 et basée dans la ville de Hanovre, en Basse-Saxe. Elle est membre de la TU9, une association des neuf meilleurs instituts technologiques universitaires allemands.

## Facultés de l'université
- Faculté d'architecture et d'architecture du paysage

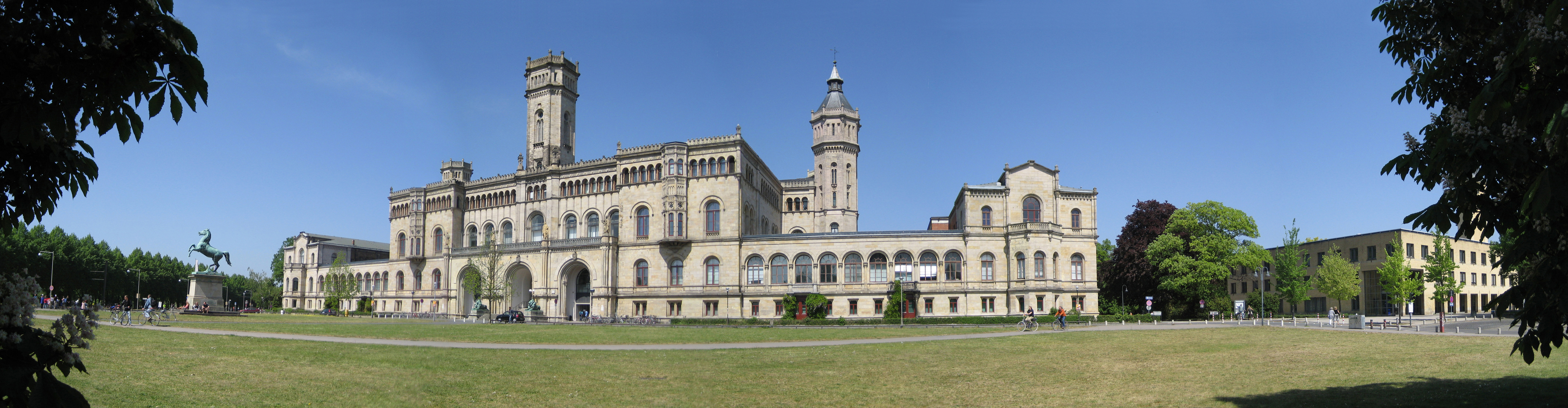
Panorama du bâtiment principal et (à droite) du bureau des relations internationales.

- Faculté de génie civil et de géodésie
- Faculté d'économie et de management
- Faculté d'électrotechnique et d'informatique
- Faculté de lettres
- Faculté de droit
- Faculté de mathématiques et physique
- Faculté de génie mécanique
- Faculté de science de la nature

## Personnalités liées à l'université
- Bettina Gundler, directrice du musée des Transports du Deutsches Museum
- Düzen Tekkal, journaliste,
- Sarra Zaafrani, chef de gouvernement tunisienne